# Logi Gunnarsson
Logi Gunnarsson (* 1963 in Reykjavík) ist ein isländischer Philosoph und Professor an der Universität Potsdam. In erster Linie ist Logi Gunnarsson bekannt durch die Beschäftigung mit der Ethik, Metaphysik und Philosophie Wittgensteins.

## Leben
Logi Gunnarsson wurde 1963 in Reykjavík geboren und studierte Philosophie in Reykjavík (B.A. 1986), Frankfurt am Main, München und am Philosophie-Department der University of Pittsburgh (Magister 1991, Promotion 1995). Nach dem Studium war er zunächst Lehrbeauftragter an der Technischen Universität Berlin (1996–97) und wissenschaftlicher Mitarbeiter an der Humboldt-Universität zu Berlin (1997–2004). 2001 war er Visiting Fellow am University Center for Human Values der Princeton University. 2005 erhielt er einen Ruf an die University of Liverpool seit 2006 war er Professor für Philosophie an der Technischen Universität Dortmund. Seit 1. April 2011 ist Gunnarsson Inhaber des Lehrstuhls für Ethik und Ästhetik an der Philosophischen Fakultät der Universität Potsdam und zugleich Ko-Direktor des MenschenRechtsZentrums der Universität Potsdam.

## Werke
- Philosophy of Personal Identity and Multiple Personality, Routledge, New York 2009
- Making Moral Sense: Beyond Habermas and Gauthier, Cambridge University Press, Cambridge 2000 (als Taschenbuch 2007)
- Wittgensteins Leiter: Betrachtungen zum Tractatus, Philo Verlag, Berlin 2000.